# Tylonycteris pygmaeus
Tylonycteris pygmaeus é uma espécie de morcego da família Vespertilionidae. Endêmica da China.